# Крістель Фоше
Крістель Фоше (нар. 9 червня 1973) — колишня швейцарська тенісистка.
Найвищу одиночну позицію світового рейтингу — 80 місце досягла 13 липня 1992, парну — 472 місце — 25 березня 1991 року.

## Фінали ITF

### Одиночний розряд (1–0)
| Легенда                   |
| ------------------------- |
| турніри $10,000 / $15,000 |

| Результат | Ранг | Дата           | Турнір              | Покриття | Суперниця       | Рахунок  |
| --------- | ---- | -------------- | ------------------- | -------- | --------------- | -------- |
| Перемога  | 1.   | 11 лютого 1991 | Лісабон, Португалія | Ґрунт    | Крістіна Сальві | 7–5, 6–1 |

### Парний розряд (0–1)
| Результат | Ранг | Дата           | Турнір              | Покриття | Партнерка           | Суперниці                    | Рахунок  |
| --------- | ---- | -------------- | ------------------- | -------- | ------------------- | ---------------------------- | -------- |
| Поразка   | 1.   | 25 лютого 1991 | Лісабон, Португалія | Ґрунт    | Моніка Кратохвілова | Дарія Дешкович Карин Лушниць | 4–6, 0–6 |